# Tobias Killer
Tobias Killer (* 20. August 1993 in Memmingen) ist ein deutscher Fußballspieler auf der Position eines Mittelfeldspielers.

## Karriere
Killer spielte bis 2008 für den FC Memmingen. Dann wechselte er in die Jugend des TSV 1860 München. In der Saison 2012/13 stand er im Kader der zweiten Mannschaft und bestritt 12 Spiele in der Regionalliga Bayern, allerdings nur wenige über 90 Minuten. Zur Saison 2013/14 wechselte er zur SpVgg Unterhaching und unterschrieb einen bis Sommer 2015 laufenden Profivertrag. In zwei Jahren bestritt er mit der Profimannschaft der Unterhachinger insgesamt 14 Drittliga-Spiele und gewann mit ihr 2015 den bayerischen Landespokal. Daneben kam er hauptsächlich in der zweiten Mannschaft des Vereins zum Einsatz. Nach kurzer Vereinslosigkeit schloss sich Killer Anfang 2016 im Amateurbereich dem Landesligisten FC Ismaning an, mit dem er am Saisonende in die fünftklassige Bayernliga aufstieg. Dort war er bis 2021 aktiv, ehe er sich dem Bayernliga-Konkurrenten SV Donaustauf anschloss, für den er jedoch ohne Einsatz blieb. Seit 2023 spielt er beim Landesligisten FSV Pfaffenhofen.